# Chính trị Indonesia
Chính trị Indonesia vận hành theo cấu trúc của một nước cộng hòa dân chủ đại nghị tổng thống chế, theo đó Tổng thống Indonesia là nguyên thủ quốc gia và đồng thời là người đứng đầu chính phủ, cũng như của một hệ thống đa đảng. Quyền hành pháp được thực thi bởi chính phủ. Quyền lập pháp được trao cho cả chính phủ và lưỡng viện quốc hội là Hội nghị Hiệp thương Nhân dân, gồm Hội đồng Đại diện Khu vực (tức thượng viện) và Hội đồng Đại diện Nhân dân (tức hạ viện). Nhánh tư pháp độc lập với cơ quan hành pháp và cơ quan lập pháp.
Hiến pháp năm 1945 cho phép phân chia giới hạn quyền hành pháp, lập pháp và tư pháp. Hệ thống chính phủ được mô tả là "tổng thống chế với các đặc điểm của hệ thống nghị viện". Sau các cuộc bạo loạn tháng 5 năm 1998 và sự từ chức của Tổng thống Suharto, một số cải cách chính trị đã được thực hiện thông qua sửa đổi Hiến pháp Indonesia, dẫn đến thay đổi đối với tất cả các nhánh quyền lực trong chính phủ.

## Lịch sử

### Thời kỳ Dân chủ Tự do
Một thời kỳ Dân chủ Tự do (tiếng Indonesia: Demokrasi Liberal) ở Indonesia bắt đầu từ ngày 17 tháng 8 năm 1950 sau khi Liên hiệp Indonesia tan rã chỉ chưa đầy một năm sau khi hình thành, và chấm dứt với việc áp dụng thiết quân luật và sắc lệnh của Tổng thống Sukarno về việc đưa Dân chủ Hướng dẫn vào từ ngày 5 tháng 7 năm 1959. Thời kỳ này đã chứng kiến nhiều sự kiện quan trọng, bao gồm Hội nghị Á-Phi năm 1955, cuộc bầu cử Hội đồng Lập hiến và tổng tuyển cử đầu tiên của Indonesia, và một giai đoạn bất ổn chính trị kéo dài, không có nội các kéo dài hai năm

### Thời kỳ Dân chủ Hướng dẫn
Dân chủ Hướng dẫn (tiếng Indonesia: Demokrasi Terpimpin) là hệ thống chính trị ở Indonesia từ năm 1957 cho đến khi "Trật tự Mới" bắt đầu vào năm 1966. Nó là phát kiến của Tổng thống Sukarno và là một nỗ lực để mang lại sự ổn định về chính trị. Sukarno tin rằng nền dân chủ kiểu phương Tây không phù hợp với tình hình của Indonesia. Thay vào đó, ông đã tìm kiếm một hệ thống dựa trên hệ thống làng xã truyền thống của việc tranh luận và hưởng ứng, diễn ra dưới sự hướng dẫn của các già làng.

### Chuyển tiếp sang Trật tự Mới
Việc Indonesia chuyển tiếp sang "Trật tự Mới" vào giữa những năm 1960, đã lật đổ Tổng thống đầu tiên của nước này, Sukarno, sau 22 năm giữ chức vụ. Đây là một trong những thời kỳ xáo trộn nhất trong lịch sử hiện đại của đất nước, cũng là khởi đầu của nhiệm kỳ Tổng thống Suharto 31 năm.
Sukarno đã lôi kéo được lực lượng của quân đội và Đảng Cộng sản Indonesia (PKI). Vào năm 1965, PKI đã xâm nhập sâu vào tất cả các cấp chính quyền và đã có được ảnh hưởng bằng tiền của quân đội.
Vào ngày 30 tháng 9 năm 1965, sáu sĩ quan cấp cao nhất của quân đội đã bị giết trong một hành động (thường được gọi là "cuộc đảo chính cố ý") do cái gọi là Phong trào 30 tháng 9, một nhóm từ trong các lực lượng vũ trang khởi xướng. Trong vòng vài giờ, Thiếu tướng Suharto đã huy động các lực lượng dưới sự chỉ huy của ông và kiểm soát Jakarta. Các nhà hoạt động chống cộng, ban đầu theo sau sự dẫn dắt của quân đội, đã tiến hành một cuộc thanh trừng bạo lực vào cộng sản trên khắp đất nước, giết chết khoảng nửa triệu người và triệt bỏ Đảng PKI, điều mà tới nay vẫn bị đổ lỗi là do cuộc khủng hoảng.
Sự yếu kém chính trị Sukarno đã bị buộc ông phải chuyển giao các quyền lực chính trị và quân sự chủ chốt cho Tướng Suharto, người đã trở thành người đứng đầu lực lượng vũ trang. Vào tháng 3 năm 1967, nghị viện Indonesia (MPRS) đã chỉ định tướng Suharto làm Tổng thống. Ông được chính thức bổ nhiệm làm Tổng thống một năm sau đó. Sukarno sống dưới sự quản thúc tại gia cho tới khi qua đời vào năm 1970. Trái ngược với chủ nghĩa quốc gia bão tố, hùng biện cách mạng, và thất bại kinh tế, đặc trưng của những năm 1960 dưới thời Sukarno, "Trật tự Mới" khuynh hướng phương Tây của Suharto đã giúp ổn định nền kinh tế nhưng vẫn tiếp tục theo đường lối Pancasila.

### Thời kỳ Trật tự Mới
Trật tự Mới (tiếng Indonesia: Orde Baru) là thuật ngữ được Tổng thống Indonesia Suharto đề ra để mô tả chế độ của ông khi ông lên nắm quyền năm 1966. Suharto đã sử dụng thuật ngữ này để đối chiếu nguyên tắc của ông với Sukarno tiền nhiệm (được gọi là "Trật tự cũ" hoặc Orde Lama). Thuật ngữ "Trật tự Mới" trong thời gian gần đã trở thành đồng nghĩa với thời kỳ Suharto (1966-1998).
Ngay sau cuộc đảo chính năm 1965, tình hình chính trị không rõ ràng, nhưng Trật tự Mới của Suharto đã nhận được sự ủng hộ từ các nhóm muốn tách rời khỏi các vấn đề của Indonesia kể từ khi giành độc lập. Thế hệ '66' (Angkatan 66) nói về một nhóm các nhà lãnh đạo trẻ và những tư tưởng trí thức mới. Sau những cuộc xung đột về chính trị và xã hội ở Indonesia, sự sụp đổ của nền kinh tế và sự suy sụp của xã hội vào cuối những năm 1950 đến giữa những năm 1960, "Trật tự Mới" đã đạt được và duy trì trật tự chính trị, phát triển kinh tế và việc loại bỏ sự tham gia của đại chúng vào quá trình chính trị. Do đó, các điểm đặc biệt của "Trật tự Mới" được hình thành từ cuối những năm 1960 trở thành một vai trò chính trị mạnh mẽ đối với quân đội, sự quan liêu và lợi ích nhóm các tổ chức chính trị và xã hội, và sự trấn áp các đối thủ có chọn lọc nhưng có hiệu quả. Chủ nghĩa chống cộng mạnh mẽ vẫn là dấu ấn của chế độ trong 32 năm tiếp theo của nó.
Tuy nhiên, trong vòng vài năm, nhiều đồng minh ban đầu của nó đã trở nên thờ ơ hoặc chống lại Trật tự Mới, bao gồm một phe quân đội được hỗ trợ bởi một nhóm dân sự nhỏ. Thuật ngữ "Trật tự Mới" đã được sử dụng một cách khinh thị trong những phong trào ủng hộ dân chủ buộc Suharto phải từ chức trong cuộc Cách mạng Indonesia năm 1998 và sau đó giành được quyền lực. Nó thường được sử dụng để diễn tả những con người gắn liền với giai đoạn Suharto, hoặc những người ủng hộ những hành động của chế độ độc tài của ông ta, như tham nhũng, thông đồng và thói dung túng (được biết đến rộng rãi bằng chữ viết tắt KKN: korupsi, kolusi, nepotisme).

### Thời kỳ cải cách

Bản đồ hiển thị các đảng/tổ chức có tỷ lệ phiếu bầu lớn nhất mỗi tỉnh trong các cuộc bầu cử ở Indonesia từ năm 1971 đến năm 2014

Thời kỳ hậu Suharto ở Indonesia bắt đầu với sự sụp đổ của Suharto vào năm 1998 giữa thời gian Indonesia tiến vào giai đoạn chuyển tiếp, một thời kỳ được biết đến ở Indonesia là Reformasi (Cải cách).
Một môi trường chính trị xã hội cởi mở và tự do hơn diễn ra sau khi Tổng thống Suharto từ chức, kết thúc ba thập niên của thời kỳ Trật tự Mới.
Một quá trình cải cách hiến pháp kéo dài từ năm 1999 đến năm 2002, với bốn lần sửa đổi hiến pháp tạo ra những thay đổi quan trọng.
Trong số đó là giới hạn chỉ hai nhiệm kỳ năm năm cho Tổng thống và Phó Tổng thống và các biện pháp để tiến hành kiểm tra và cân bằng. Cơ quan nhà nước cao nhất là Hội nghị Hiệp thương Nhân dân (MPR), có các chức năng trước đây bao gồm bầu tổng thống và phó tổng thống (từ năm 2004, Tổng thống đã được bầu trực tiếp), thiết lập các nguyên tắc chỉ đạo chung về chính sách nhà nước và sửa đổi hiến pháp. Hội nghị Hiệp thương Nhân dân gồm 695 thành viên bao gồm tất cả 550 thành viên của Hội đồng Đại diện Nhân dân (DPR) cộng với 130 "đại diện khu vực" do 26 nghị viện của cấp tỉnh bầu ra và 65 thành viên được bổ nhiệm từ các nhóm xã hội
DPR, cơ quan lập pháp hàng đầu, ban đầu bao gồm 462 thành viên được bầu theo hệ thống đại diện tỷ lệ/huyện hỗn hợp và 38 thành viên được chỉ định trong lực lượng vũ trang (TNI) và cảnh sát (POLRI). Việc đại diện của TNI/POLRI trong DPR và MPR đã kết thúc vào năm 2004. Sự đại diện của các nhóm xã hội trong MPR cũng bị loại bỏ trong năm 2004 thông qua việc thay đổi hiến pháp.
Từng là cơ quan thiếu phản biện trong quá khứ, DPR và MPR đã giành được quyền lực đáng kể và ngày càng quyết đoán hơn trong việc giám sát nhánh hành pháp. Dưới sự thay đổi hiến pháp năm 2004, MPR đã trở thành một cơ quan lập pháp lưỡng viện, với việc thành lập thêm Hội đồng Đại diện Khu vực (Dewan Perwakilan Daerah, DPD), trong đó mỗi tỉnh được đại diện bởi bốn thành viên, mặc dù quyền lập pháp của nó hạn chế hơn so với các nghị sĩ của DPR. Thông qua nội các được bổ nhiệm của mình, tổng thống vẫn giữ quyền quản lý chính quyền.
Một cuộc tổng tuyển cử vào tháng 6 năm 1999 đã tạo nên các nghị viện quốc gia, tỉnh và khu vực được bầu cử tự do đầu tiên trong hơn 40 năm. Tháng 10 năm 1999, MPR đã bầu một ứng viên thoả hiệp, Abdurrahman Wahid, làm tổng thống thứ tư của nước này, và Megawati Sukarnoputri - con gái của Sukarno, tổng thống đầu tiên của đất nước - làm phó tổng thống. Đảng PDI-P của Megawati đã giành được phần lớn phiếu bầu (34%) trong cuộc tổng tuyển cử, trong khi Golkar, đảng chiếm ưu thế trong thời Soeharto, đứng thứ hai (22%). Một số khác, chủ yếu là các đảng Hồi giáo đã giành phần đủ lớn để được ngồi trong DPR. Các cuộc bầu cử dân chủ đã tiếp tục diễn ra vào năm 2004 và 2009.

Hệ thống chính trị Indonesia trước và sau khi sửa đổi hiến pháp

## Nhánh hành pháp
| Những viên chức chủ chốt | Những viên chức chủ chốt | Những viên chức chủ chốt         | Những viên chức chủ chốt |
| Chức vụ                  | Tên                      | Đảng                             | Từ                       |
| ------------------------ | ------------------------ | -------------------------------- | ------------------------ |
| Tổng thống               | Joko Widodo              | Đảng Dân chủ Indonesia đấu tranh | 20 tháng 10 năm 2014     |
| Phó Tổng thống           | Jusuf Kalla              | Không đảng phái                  | 20 tháng 10 năm 2014     |

Tổng thống và Phó tổng thống được lựa chọn bằng cách bỏ phiếu toàn dân với nhiệm kỳ 5 năm. Trước năm 2004, các chức vụ này được Hội nghị Hiệp thương Nhân dân lựa chọn. Cuộc bầu cử cuối cùng đã được tổ chức vào ngày 9 tháng 7 năm 2014. Tổng thống đứng đầu Kabinet Kerja, có nghĩa là nội các công việc. Tổng thống Indonesia được bầu trực tiếp tối đa là hai nhiệm kỳ năm năm, và là nguyên thủ quốc gia, tổng tư lệnh lực lượng vũ trang Indonesia và chịu trách nhiệm quản lý việc đối nội và hoạch định chính sách và đối ngoại. Tổng thống chỉ định một nội các với những người không phải là thành viên được bầu từ cơ quan lập pháp.

## Nhánh lập pháp

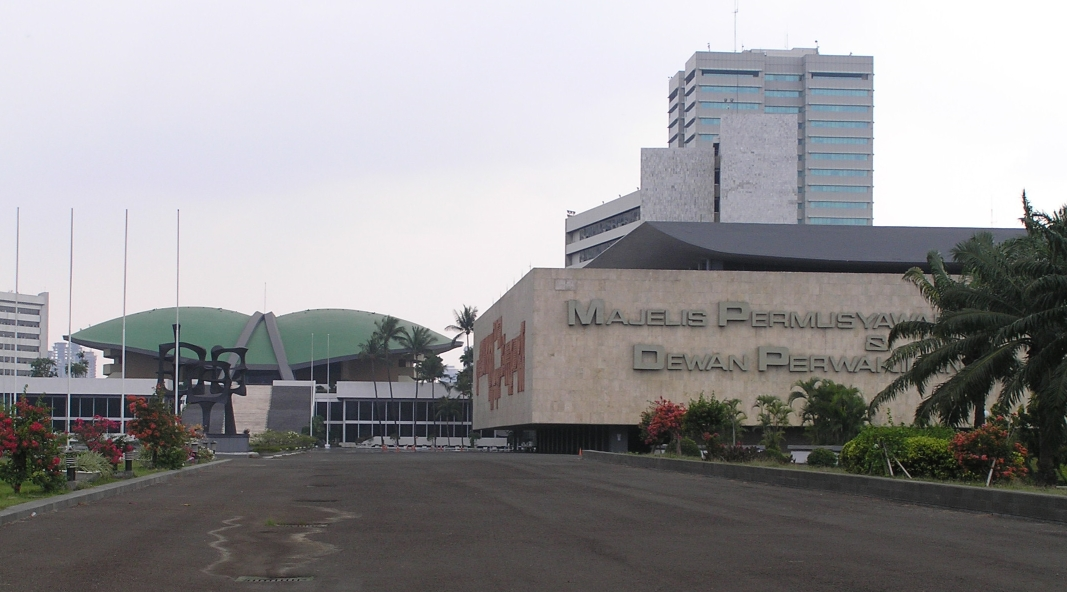
Tòa nhà phức hợp lập pháp.

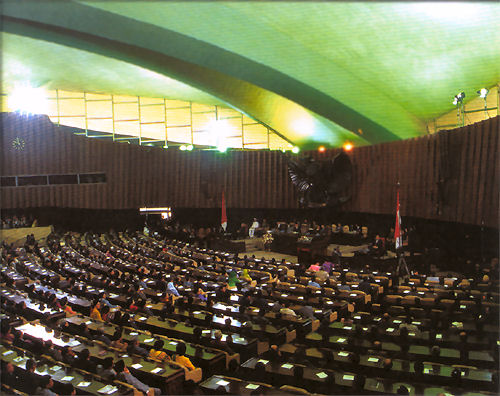
Hội đồng Đại diện Nhân dân.

Hội nghị Hiệp thương Nhân dân (tiếng Indonesia: Majelis Permusyawaratan Rakyat, MPR) là nhánh lập pháp trong hệ thống chính trị của Indonesia. Sau các cuộc bầu cử năm 2004, MPR trở thành một nghị lưỡng viện, với việc thành lập DPD như là viện thứ hai của nó trong một nỗ lực để tăng tính đại diện khu vực.
Hội đồng Đại diện Khu vực (tiếng Indonesia: Dewan Perwakilan Daerah, DPD) là thượng viện của Hội nghị Hiệp thương Nhân dân. Viện còn lại - tức hạ viện - là Hội đồng Đại diện Nhân dân (tiếng Indonesia: Dewan Perwakilan Rakyat, DPR), đôi khi được gọi là Viện dân biểu, có 560 thành viên, được bầu vào nhiệm kỳ 5 năm theo đại diện tỷ lệ trong các khu vực bầu cử nhiều thành viên.

## Các đảng phái chính trị và các cuộc bầu cử
Ủy ban Bầu cử Indonesia (tiếng Indonesia: Komisi Pemilihan Umum, KPU) là cơ quan chịu trách nhiệm điều hành cuộc bầu cử nghị viện và bầu cử tổng thống ở Indonesia. Điều 22E (5) của Hiến pháp quy định rằng Ủy ban ở cấp quốc gia, hoạt động thường xuyên và độc lập. Trước cuộc tổng tuyển cử năm 2004, KPU bao gồm các thành viên cũng là thành viên của các đảng chính trị. Tuy nhiên, các thành viên của KPU bây giờ phải là không đảng phái.
| Ứng viên                                                         | Ứng viên                  | Ứng viên Phó Tổng thống   | Đảng                                                                      | Số phiếu    | %      |
| ---------------------------------------------------------------- | ------------------------- | ------------------------- | ------------------------------------------------------------------------- | ----------- | ------ |
|                                                                  | Joko Widodo               | Jusuf Kalla               | Đảng Dân chủ Indonesian Đấu tranh (Partai Demokrasi Indonesia-Perjuangan) | 70,997,833  | 53,15  |
|                                                                  | Prabowo Subianto          | Hatta Rajasa              | Đảng Phong trào Đại Indonesia (Partai Gerakan Indonesia Raya)             | 62.576.444  | 46,85  |
|                                                                  |                           |                           |                                                                           |             |        |
| Tổng                                                             | Tổng                      | Tổng                      | Tổng                                                                      | 133.574.277 | 100.00 |
|                                                                  |                           |                           |                                                                           |             |        |
| Phiếu hợp lệ                                                     | Phiếu hợp lệ              | Phiếu hợp lệ              | Phiếu hợp lệ                                                              | 133.574.277 | 98,98  |
| Phiếu hỏng và phiếu trắng                                        | Phiếu hỏng và phiếu trắng | Phiếu hỏng và phiếu trắng | Phiếu hỏng và phiếu trắng                                                 | 1.379.690   | 1,02   |
| Cử tri đi bỏ phiếu                                               | Cử tri đi bỏ phiếu        | Cử tri đi bỏ phiếu        | Cử tri đi bỏ phiếu                                                        | 134.953.967 | 69,58  |
| Không tham gia bỏ phiếu                                          | Không tham gia bỏ phiếu   | Không tham gia bỏ phiếu   | Không tham gia bỏ phiếu                                                   | 58.990.183  | 30,42  |
| Cử tri đã đăng ký                                                | Cử tri đã đăng ký         | Cử tri đã đăng ký         | Cử tri đã đăng ký                                                         | 193.944.150 |        |
|                                                                  |                           |                           |                                                                           |             |        |
| Nguồn: KPU Lưu trữ ngày 21 tháng 10 năm 2014 tại Wayback Machine |                           |                           |                                                                           |             |        |

Tóm tắt kết quả bầu cử Hội đồng Đại diện Nhân dân Indonesia ngày 9 tháng 4 năm 2014
| Đảng | Số phiếu    | %      | Dao động   | Số ghế | %      | +/-        |
| --- | ----------- | ------ | ---------- | ------ | ------ | ---------- |
| Đảng Dân chủ Indonesian Đấu tranh (Partai Demokrasi Indonesia Perjuangan, PDI–P) | 23,681,471  | 18.95  | 4.92       | 109    | 19.47  | 15         |
| Đảng Các nhóm chức năng (Partai Golongan Karya, Golkar) | 18,432,312  | 14.75  | 0.30       | 91     | 16.25  | 15         |
| Đảng Phong trào Đại Indonesia (Partai Gerakan Indonesia Raya, Gerindra) | 14,760,371  | 11.81  | 7.35       | 73     | 13.04  | 47         |
| Đảng Dân chủ (Partai Demokrat, PD) | 12,728,913  | 10.19  | 10.66      | 61     | 10.89  | 87         |
| Đảng ủy nhiệm Quốc gia (Partai Amanat Nasional, PAN) | 9,481,621   | 7.59   | 1.58       | 49     | 8.75   | 3          |
| Đảng Nhận thức Quốc gia (Partai Kebangkitan Bangsa, PKB) | 11,298,957  | 9.04   | 4.10       | 47     | 8.39   | 19         |
| Đảng Công lý Thịnh vượng (Partai Keadilan Sejahtera, PKS) | 8,480,204   | 6.79   | 1.09       | 40     | 7.14   | 17         |
| Đảng Phát triển Liên Hợp (Partai Persatuan Pembangunan, PPP) | 8,157,488   | 6.53   | 1.21       | 39     | 6.96   | 1          |
| Đảng Nasdem (Partai Nasdem, Nasdem) | 8,402,812   | 6.72   | Mới        | 35     | 6.25   | Mới        |
| Đảng Lương tâm Nhân dân (Partai Hati Nurani Rakyat, Hanura) | 6,579,498   | 5.26   | 1.49       | 16     | 2.86   | 1          |
| |             |        |            |        |        |            |
| Đảng Trăng Lưỡi Liềm (Partai Bulan Bintang, PBB) | 1,825,750   | 1.46   | 0.33       | 0      | 0.00   | Giữ nguyên |
| Đảng Tư pháp và Thống nhất Indonesia (Partai Keadilan dan Persatuan Indonesia, PKPI) | 1,143,094   | 0.91   | 0.01       | 0      | 0.00   | Giữ nguyên |
| Tổng | 124,972,491 | 100.00 | Giữ nguyên | 560    | 100.00 | Giữ nguyên |
| Phiếu hỏng và phiếu trắng | 14,601,436  | 7.86   | 6.57       |        |        |            |
| Cử tri đi bỏ phiếu | 139,573,927 | 75.11  | 4.12       |        |        |            |
| Toàn bộ cử tri | 185,826,024 |        |            |        |        |            |
| Nguồn: Ủy ban Bầu cử Quốc gia và trang web Hội đồng Đại diện Nhân dân Lưu ý: Tổng số chỗ ngồi thay đổi chỉ được hiển thị cho các đảng trong cuộc bầu cử trước, bao gồm cả những đảng thay đổi tên |             |        |            |        |        |            |
| Các đảng tham gia chỉ ở Aceh |             |        |            |        |        |            |
| Đảng Aceh (Partai Aceh) |             |        |            |        |        |            |
| Đảng Quốc gia Aceh (Partai Nasional Aceh, PNA) |             |        | Mới        |        |        |            |
| Đảng Hòa bình Aceh (Partai Damai Aceh, PDA) |             |        | Mới        |        |        |            |
| Nguồn: Lưu ý: 1. Các kết quả đang chờ giải quyết khiếu nại tại Tòa án Hiến pháp. 2. Các đảng địa phương ở Aceh chỉ tranh cử vào các hội đồng lập pháp khu vực chứ không phải là Hội đồng Đại diện Nhân dân. Kết quả được bao gồm ở đây để thể hiện tính đầy đủ. Phần các phiếu còn lại đã giành được bởi các đảng quốc gia. |             |        |            |        |        |            |

## Nhánh tư pháp
Tòa án Tối cao Indonesia (tiếng Indonesia: Mahkamah Agung) là cấp cao nhất của nhánh tư pháp. Các thẩm phán được bổ nhiệm bởi Tổng thống. Toà án Hiến pháp Indonesia quyết định các vấn đề về hiến pháp và chính trị (tiếng Indonesia: Mahkamah Konstitusi), trong khi Ủy ban Tư pháp Indonesia (tiếng Indonesia: Komisi Yudisial) giám sát các thẩm phán.

## Quan hệ ngoại giao
Trong thời ký của Tổng thống Suharto, Indonesia đã xây dựng được mối quan hệ mạnh mẽ với Hoa Kỳ và có những mối quan hệ khó khăn với Trung Quốc do các chính sách chống cộng của Indonesia và căng thẳng trong nước với cộng đồng người Trung Hoa. Indonesia từng chịu sự lên án quốc tế về việc sáp nhập Đông Timor vào năm 1978. Indonesia cũng là một thành viên sáng lập của Hiệp hội các quốc gia Đông Nam Á và do đó là một thành viên của cả ASEAN+3 và Hội nghị Cấp cao Đông Á.
Từ những năm 1980, Indonesia đã cố gắng để phát triển mối quan hệ chặt chẽ về chính trị và kinh tế giữa các quốc gia Đông Nam Á và cũng có ảnh hưởng trong Tổ chức Hợp tác Hồi giáo. Indonesia bị chỉ trích nặng nề từ năm 1975 đến năm 1999 vì cáo buộc đàn áp nhân quyền ở Đông Timor và ủng hộ bạo lực chống lại Đông Timor theo sau sự việc ly khai và độc lập của họ vào năm 1999. Từ năm 2001, chính phủ Indonesia đã hợp tác với Mỹ trong việc làm giảm chủ nghĩa Hồi giáo cực đoan và các nhóm khủng bố.